# The Spirit Room
The Spirit Room è il secondo album discografico (il primo per una major) della cantante statunitense Michelle Branch, pubblicato il 14 agosto 2001.

## Tracce
1. Everywhere – 3:36
2. You Get Me – 3:53
3. All You Wanted – 3:38
4. You Set Me Free – 3:11
5. Something to Sleep To – 4:15
6. Here with Me – 3:26
7. Sweet Misery – 3:43
8. If Only She Knew – 4:19
9. I'd Rather Be in Love – 3:55
10. Goodbye to You – 4:12
11. Drop in the Ocean – 4:19

## Classifiche
| Classifica (2001-02) | Posizione più alta |
| -------------------- | ------------------ |
| Australia            | 25                 |
| Francia              | 120                |
| Germania             | 75                 |
| Giappone             | 12                 |
| Nuova Zelanda        | 33                 |
| Paesi Bassi          | 89                 |
| Regno Unito          | 54                 |
| Stati Uniti          | 28                 |
| Svizzera             | 45                 |